# توماس كوكرين، إيرل دندونالد العاشر
الأدميرال توماس كوكران، إيرل دودونالد العاشر، المركيز مارانهاو  (مواليد 14 ديسمبر 1775 - 31 أكتوبر 1860)،   بحار بريطاني في البحرية الملكية ومرتزق وسياسي راديكالي. كان قائدًا جريئًا وناجحًا للحروب النابليونية، مما دفع نابليون إلى إطلاق لقب (ذئب البحر Le Loup des Mers) عليه. كان ناجحًا في جميع هجماته البحرية تقريبًا.
تم فصله من البحرية الملكية في عام 1814 بعد إدانته المثيرة للجدل بتهمة الاحتيال في البورصة.ساعد في تنظيم وقيادة القوات البحرية المتمردة في تشيلي والبرازيل خلال حروب الاستقلال الناجحة لكل منهما خلال عشرينيات القرن التاسع عشر.
أثناء توليه مسؤولية البحرية التشيلية، ساهم كوكرين أيضًا في استقلال بيرو من خلال بعثة الحرية في بيرو. كما طُلب منه مساعدة البحرية اليونانية ولكن الأحداث منعته. وفي عام 1832، تم العفو عنه من قبل التاج البريطاني وإعادته إلى البحرية الملكية برتبة أميرال أزرق. بعد عدة ترقيات أخرى، توفي في عام 1860 برتبة أميرال أحمر، وكان يحمل لقب فخري «أميرال المملكة المتحدة».
ألهمت حياته ومآثره الخيال البحري للروائيين في القرنين التاسع عشر والعشرين، وخاصة شخصيات هوراسيو هورن بلاور وبطل باتريك أوبريان جاك أوبري.

## روابط خارجية
- توماس كوكرين، إيرل دندونالد العاشر على موقع الموسوعة البريطانية (الإنجليزية)
- توماس كوكرين، إيرل دندونالد العاشر على موقع إن إن دي بي (الإنجليزية)

## انظر ایضا
- حرب الاستقلال التشيلية